# Sidney James Webb
Sidney James Webb (Londres, 13 de juliol de 1859 – Liphook, Hampshire, 13 d'octubre de 1947), va ser un polític socialista britànic. Juntament amb George Bernard Shaw va ingressar a la Societat Fabiana el 1884, tot just tres mesos després de la seva fundació. Amb Beatrice Webb, Annie Besant, Graham Wallas, Edward R. Pease, Hubert Bland i Sidney Olivier, la van transformar en un molt important club polític-intel·lectual, en l'Anglaterra del període eduardià.
Va estudiar dret en la Birbeck Literary and Scientific Institution i va aconseguir graduar-se en la Universitat de Londres mentre treballava com oficinista. En 1895, contribueix a la fundació de la London School of Economics, utilitzant una herència rebuda per la Societat Fabiana. Va ser nomenat professor d'Administració Pública el 1912, lloc on va romandre durant 15 anys. En 1892 va contreure matrimoni amb Beatrice Potter, qui compartia les seves idees i projectes. Ambdós eren militants del Partit Laborista i complien un paper polític actiu.
Els Webb van coescriure el llibre de referència sobre la història dels sindicats dels treballadors, History of Trade Unionism en 1894. El 1913 van fundar el setmanari New Statesman. Sidney va ser triat parlamentari el 1922. La seva influència va créixer després d'organitzar Coefficients, sopars on acudien els intel·lectuals i homes d'estat més importants.
El 1929 va ser nomenat Baró de Passfield i Secretari d'Estat per a les Colònies i els Dominis del govern britànic de Ramsay MacDonald. El 1930 hi hagué de renunciar per motius de salut. Durant els seus últims anys, el matrimoni Webb va realitzar activitats i va escriure en defensa de la Unió Soviètica.